# Takuya Muguruma (Fußballspieler)
Takuya Muguruma (japanisch 六車 拓也 Muguruma Takuya; * 13. Juni 1984 in der Präfektur Kyoto) ist ein ehemaliger japanischer Fußballspieler.

## Karriere
Muguruma erlernte das Fußballspielen in der Jugendmannschaft von Kyoto Purple Sanga. Seinen ersten Vertrag unterschrieb er 2003 bei den Kyoto Purple Sanga. Der Verein spielte in der höchsten Liga des Landes, der J1 League. Am Ende der Saison 2003 stieg der Verein in die J2 League ab. Für den Verein absolvierte er 17 Ligaspiele. 2006 wechselte er zum Erstligisten Albirex Niigata. Für den Verein absolvierte er zwei Erstligaspiele. 2008 wechselte er zum Zweitligisten Tokushima Vortis. Für den Verein absolvierte er 84 Ligaspiele. Ende 2011 beendete er seine Karriere als Fußballspieler.